# Братя Даскалови (село)
Братя Даскалови е село в Южна България, административен център на община Братя Даскалови, област Стара Загора.

## География
Разположена в Горнотракийската низина, община Братя Даскалови заема 497,434 кв. км от територията на Старозагорска област. Тук живеят 10 000 души в 23-те села на общината.

## История
Село Братя Даскалови е създадено през 1950 година от сливането на двете села на двата бряга на Омуровска река – Гроздово на левия бряг и Войниците на десния. До 1947 Гроздово се е казвало Малко Борисово, а до 1906 година Бурнусус, което е и нормалното име на махалата днес. Село Войниците до 1906 година се казва Войник махале. Кръстено е Братя Даскалови на тримата братя Даскалови Димитър (1883 – 1923), Иван (1885 – 1923) и Никола (1895 – 1923) участници в Септемврийското въстание 1923 г. Разстреляни на 4 октомври през нощта край Аязмото в Стара Загора.

## Личности
- Димитър Петков (1885 - 1923), деец на ВМОРО, участник в Илинденско-Преображенското въстание в 1903 година с четата на Димитър Ташев[3]

## Обществени институции
- Сграда на община Братя Даскалови
- Читалище „Пейчо Минев“
- Дневен старчески дом
- Младежки център
- СОУ „Христо Ботев“

## Културни и природни забележителности
- Паметник на тримата братя Даскалови
- „Момина могила“
- „Юргича“
- „Тресковата чешма“
- „Новата чешма“
- „Кланчетата“
- Стадион „Септемвриец“
- „Гимишовото“
- „Аговата сая“
- „Високия бряг“
- „Вълчия камък“
- „Усойката“
- „Ада орман“
- „Кърши кория“
- „Читашката могила“
- „Марковата стъпка“
- „Малък дядковец“
- „Голям дядковец“

## Редовни събития
Всяка година на 23 септември село Братя Даскалови празнува своя празник.